# Goniothalamus latestigma
Goniothalamus latestigma är en kirimojaväxtart som beskrevs av Cecil Ernest Claude Fischer. Goniothalamus latestigma ingår i släktet Goniothalamus och familjen kirimojaväxter. Inga underarter finns listade i Catalogue of Life.